# Twinkle Star
「Twinkle Star」（トゥインクル・スター）は、HALCALI8枚目のシングル。2006年2月22日にエピックレコードジャパンから発売。

## 概要
前作「Tip Taps Tip」から2か月半ぶりのリリースで、2006年最初のシングルでレコード会社移籍第2弾。楽曲は「荒野の七人｣をサンプリング。

## 収録曲
1. Twinkle Star（4:30）
作詞：RYO-Z
作曲：DJ FUMIYA,Elmer Bernstein
編曲：DJ FUMIYA
2. check!! cheke!! it!!（5:05）
作詞：ナカムラヒロシ,ナイス橋本
作曲：ナカムラヒロシ,TOMISIRO
編曲：ナカムラヒロシ